# Phrygia Sulcus
Il Phrygia Sulcus è una struttura geologica della superficie di Ganimede.